# سمندر مائي مخطط شمالي
السمندر المائي المخطط الشمالي (الاسم العلمي: Ommatotriton ophryticus)، هو نوع من البرمائيات يتبع جنس السمندر المائي المخطط ضمن فصيلة السمندرية. يتواجد في شمال غرب أرمينيا وجورجيا وجنوب روسيا وشمال تركيا.